# All-Ireland Senior Football Championship 1916
L'All-Ireland Senior Football Championship 1916 fu l'edizione numero 30 del principale torneo di calcio gaelico irlandese. Wexford batté in finale Mayo ottenendo il secondo trionfo della sua storia.

## All-Ireland Series

### Semifinali
| Carrickmacross 22 ottobre 1916 | Wexford | 0-09 – 1-01 | Monaghan |  |

| Athlone 22 ottobre 1916 | Mayo | 1-02 – 0-02 | Cork |  |

Cork protestò per il comportamento dell'arbitro, la partita si ridispuyò a Croke Park il 19 novembre, ma l'esito fu lo stesso.

### Finale
| Dublino 17 dicembre 1916 | Wexford | 3-04 – 1-02 | Mayo | Croke Park (3000 spett.) |